# Trident
Trident （トライデント）は Internet Explorer に搭載されている HTML レンダリング エンジンの名称で、ライブラリ ファイルの名称から MSHTML とも呼ばれている。
Internet Explorer 4.0 より導入されたもので、Windows 向けではアップデートを重ねているが、Macintosh 向けの Internet Explorer for Mac は次のバージョンの 5.0 で Tasman に置き換えられた。Internet Explorer 7 とそれ以降に含まれるバージョンではウェブ標準に準拠するように開発されている。
Trident はソフトウェア開発者が自分のソフトウェアにウェブ ブラウズ機能を容易に追加できるよう、ソフトウェア コンポーネントとして設計されている。Trident ではウェブ アクセスと編集のための COM インターフェイスが提供されている。例えば、Trident のウェブ ブラウザ コントロールを使用してウェブ ページを表示したり、表示中の各要素の値を取得・変更したり、表示したウェブ ページ上で発生したイベントを取得したりといった機能を組み込むことができる。Trident の機能は mshtml.dll というライブラリとリンクすることによって利用可能であり、C++ や .NET といった COM をサポートする処理系から扱うことができる。
Windows 10 では、Internet Explorer に代わり Microsoft Edge が標準ブラウザとなった。Microsoft Edge は Trident から派生した新たなレンダリング エンジンである、EdgeHTML が採用されたことからTrident の開発は終了した。

## バージョンの変遷
| バージョン | バージョン | バージョン        | バージョン               | 備考 |
| Trident    | MSHTML.dll | Internet Explorer | Internet Explorer Mobile | 備考 |
| ---------- | ---------- | ----------------- | ------------------------ | --- |
| (表記なし) | 4.0.x      | 4.0               | N/A                      | 最初のバージョン                                                                                         |
| (表記なし) | 5.0.x      | 5.0               | N/A                      | CSS1 の対応を改善し、CSS2 の一部にも対応                                                                 |
| (表記なし) | 5.5.x      | 5.5               | N/A                      | CSS 処理に関する問題を修正                                                                               |
| (表記なし) | 6.0.x      | 6.0               | N/A                      | ボックス処理を修正、DTD の切り替えによる Quirks モードの実装                                             |
| (表記なし) | 7.0.x      | 7.0               | N/A                      | 多くの CSS 処理関連の不具合を修正、PNG のアルファ合成をサポート                                          |
| 3.1        | 7.0.x      | N/A               | 7.0                      | Windows Phone 7 の最初のウェブ ブラウザ                                                                  |
| 4.0        | 8.0.x      | 8.0               | N/A                      | Acid2 テストを通過                                                                                       |
| 5.0        | 9.0.x      | 9.0               | 9.0                      | HTML5、CSS3、SVG の対応。GPU ハードウェア アクセラレーションの使用。                                     |
| 6.0        | 10.0.x     | 10.0              | 10.0                     | 更なる標準仕様の準拠。                                                                                   |
| 7.0        | 11.0.x     | 11.0              | 11.0                     | ユーザー・エージェント文字列の変更、JavaScriptで取得できるブラウザー名の変更、ドキュメント・モードの変更 |

## Trident 使用製品
Trident は標準で Windows に含まれる Windows Media Player などのアプリケーションのインターネット対応に使用されている。Internet Explorer 7 がリリースされるまでは Windows のシェルでも採用されていて、Windows Explorer でも使用されていた。
マイクロソフトは Visual Studio や Microsoft Office、Windows Essentials といった Windows 以外の製品でも採用しているが、Microsoft Outlook はバージョン 2007 以降 Microsoft Word の HTML レンダリング エンジンに切り替えた。
Trident は多くの場合 IE コンポーネント ブラウザ というようなシェルを独自に開発したウェブ ブラウザの HTML レンダリング エンジンとして利用されている。
Microsoft Edge には互換性のために Trident を利用する Internet Explorer モード（IEモード）が搭載されており、Mozilla Firefox といったマイクロソフト製品ではないウェブ ブラウザでも拡張機能を利用する形で Trident を利用する IE Tab といったものも存在する。
マイクロソフト製品ではない Trident を利用したアプリケーションは例として以下のようなものがある。
- IE Tab - Firefox などの Internet Explorer 以外のウェブ ブラウザの拡張機能で Trident を利用可能にする
- RealPlayer - ビルトインのウェブ ブラウザでの採用
- Winamp - ビルトインとウェブ ブラウザ Bento Browser での採用